# Francisco Fernández Golfín

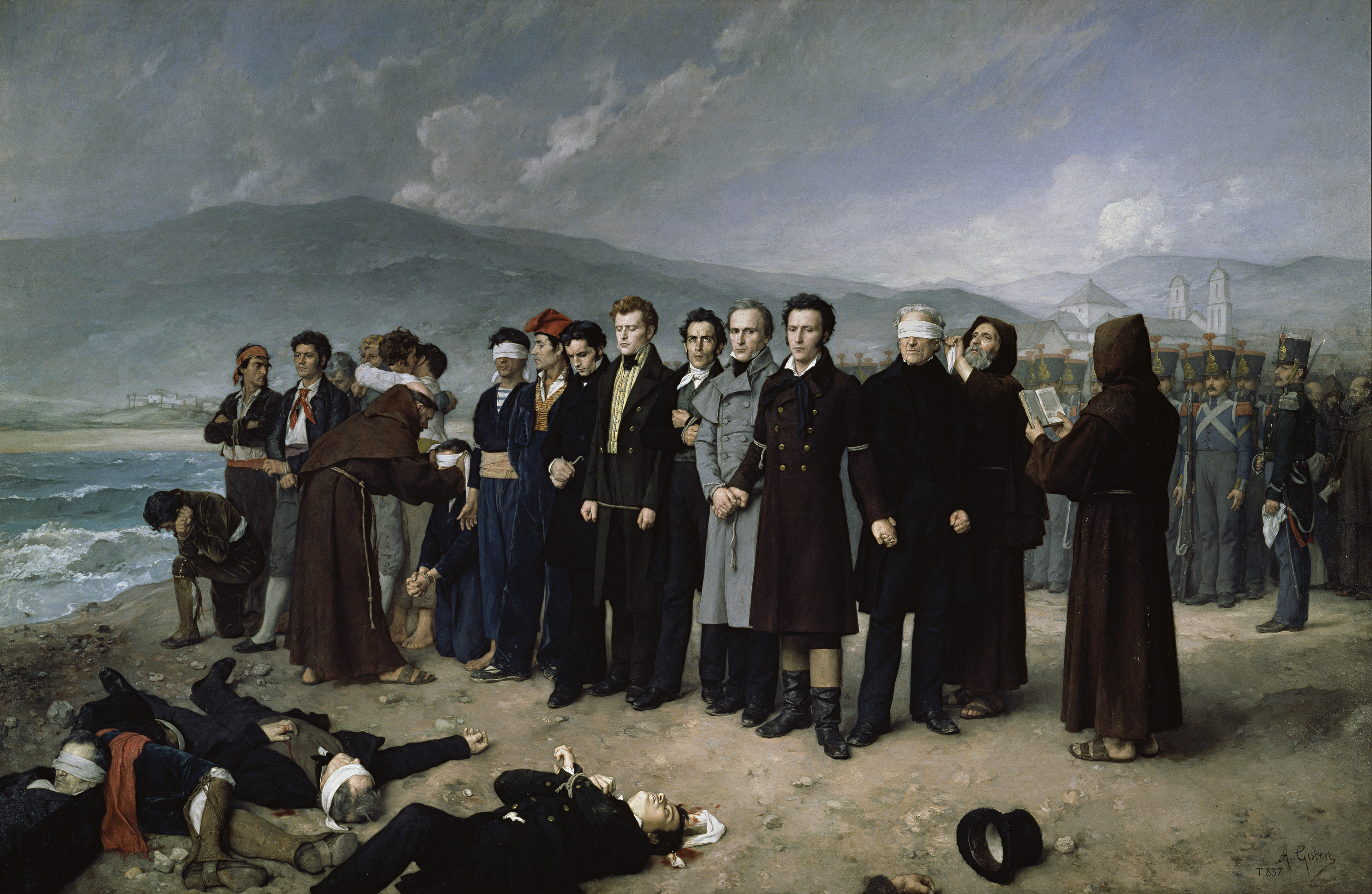
Fusilamiento de Torrijos y sus compañeros en las playas de Málaga

Francisco Fernández Golfín (Almendralejo, 7 de noviembre de 1767 - 11 de diciembre de 1831) fue un aristócrata, político y militar español de ideología liberal.

## Biografía
Era el segundo hijo de Francisco Lorenzo Fernández Ulloa, IV marqués de la Encomienda, y de Catalina Casimira Golfín. De joven entró en el Ejército y luchó en la Guerra del Rosellón junto al general Antonio Ricardos y posteriormente en la Guerra de las Naranjas contra Portugal (1801). Tras el levantamiento del 2 de Mayo de 1808 se unió a la lucha contra los franceses y la Junta de Badajoz le nombró coronel. 

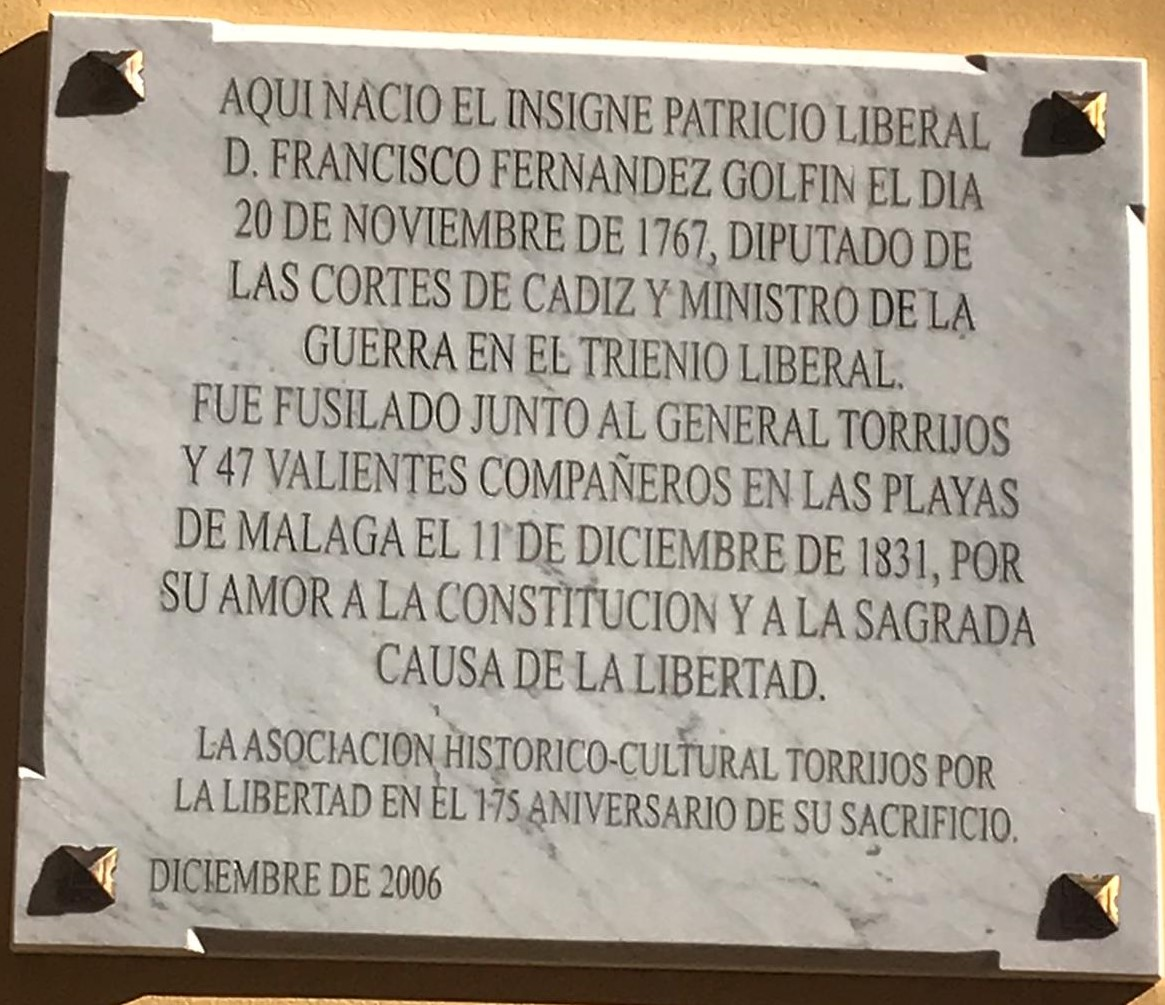
Placa memorial de Francisco Fernández Golfín en el Palacio del Marqués de la Encomienda en Almendralejo

En 1810 fue elegido diputado en las Cortes de Cádiz en representación de Extremadura. Tuvo un papel muy activo, participando en la comisión de guerra y en la encargada de redactar el Reglamento Interior de Lass Cortes. También fue uno de los que firmó la constitución española de 1812. Formó parte de la francmasonería con el nombre Baleris.
Con el retorno de Fernando VII de España fue condenado a 10 años de cárcel. De 1814 a 1816 fue confinado en el castillo de Santa Bárbara de Alicante. Tras el pronunciamiento de Riego en 1820 fue liberado y en julio del mismo año fue elegido nuevamente diputado en las Cortes. Conocido liberal exaltado, propuso la independencia de las colonias americanas. En abril de 1822 fue nombrado gobernador civil y primer presidente de la Diputación de Alicante. Durante su mandato persiguió la partida realista de Jaime Alfonso el Barbudo y los absolutistas de la Vega Baja del Segura.
Durante la invasión de los Cien Mil Hijos de San Luis formó parte del ejército de Francisco López Ballesteros, y del 6 al 30 de septiembre de 1823 fue ministro de Guerra interino del gobierno liberal asediado en Cádiz.
En 1823 se refugió en Tánger, y en octubre de 1826 marchó a Gibraltar, donde continuó conspirando. En 1831 formó parte de la Junta Española de Lisboa, desde la que escribió una carta al emperador Pedro I de Brasil ofreciéndole la corona de España. A finales de 1831 apoyó el pronunciamiento de José María de Torrijos y Uriarte. Fracasado, fue capturado medio ciego y fusilado en Málaga con Torrijos y otros compañeros.

## Obras
- Conversaciones militares. Conversación primera sobre la moral militar (1813)